# Виктор Ернест Шелфорд
Виктор Ернест Шелфорд (енгл. Victor Ernest Shelford, 22. септембар 1877 − 27. децембар 1968) био је амерички зоолог и еколог животиња који је помогао да се екологија успостави као посебно поље проучавања. Био је први председник Америчког еколошког друштва 1915. године, а помогао је у оснивању Заштите природе у четрдесетим годинама прошлог века. Виктор Ернест Шелфордове ране посете и проучавање Природног подручја државе Воло Бог-а у северном Илиноису помогле су да се утврди његов еколошки значај. Воло Бог је постао прва куповина Илиноис Заштите Природе.

## Позадина и образовање
Шелфорд је рођен у Шеманг-у у држави Њујорк, најстарији син Александра Хамилтона Шелфорда и Саре Елен Ремзи Шелфорд. После десет година школовања, предавао је у јавним школама у округу Шеманг у Њујорку 1894. године. Две године је похађао Нормалну школу за школовање у Cortland-у и добио потврду о предавању, и предавању у јавним школама вратио се од 1897. до 1899. године. Од 1899. до 1901. године похађао је Универзитет Западна Вирџинија, где је на њега утицао његов стриц William E. Rumsey, помоћник државног ентомолога. 1901. године председник Универзитета Западне Вирџиније, Jerome H. Raymond, прихватио је професорско место на Универзитету у Чикагу, где је обезбедио стипендију за Шелфорда, где је убрзо пребачен. Овде је заузео место сарадника и инструктора зоологије од 1903. до 1914. године. На већи део његовог раног рада велики утицај имао је Henry Chandler Cowles. Шелфорд је написао своју докторску тезу на тему „Тигрове бубе на пешчаним динама“, која је описала однос између популација буба и вегетационе сукцесије, тему која занимала Cowlesа. Рад је завршио 1907. године и докторирао 11. јуна исте године. Следећег дана оженио се са Мери Мејбл Браун, са којом је имао двоје деце.

## Рана каријера
Његов рад под тезом одвео га је до још пет публикација о „Еколошкој сукцесији“, које су објављене у Биолошком билтену 1911. и 1912. године. До 1913. објавио је једно од својих великих радова о екологији, Животињске заједнице у умереној Америци. Заузео је место за Универзитет у Илиноису, где ће на крају провести већи део своје каријере, 1914. године као асистент и ванредни професор зоологије. Од тада ће помагати у организацији Еколошког друштва Америке (ЕСА) и постао ће његов први председник 1916. Помогао је у састављању Природњачког водича за Америку, објављеног 1926. године, за ЕСА. То му је помогло у његовом каснијем раду, Екологија Северне Америке (1963).
До 1927. године Шелфорд је постао редовни професор на Универзитету у Илиноису. Такође је био заинтересован за експериментална истраживања на терену и у лабораторији. Године 1929. објавио је Лабораторијску и теренску екологију, која је послужила као књига метода за истраживање екологије животиња. Познато је да је Шелфорд сваког лета путовао на терен ради истраживања. Иницирао је пројекат „вековни циклус“ 1933. године на Универзитету William Trelease Woods са Универзитета у Илиноису, који је коришћен за проучавање повезаности популације кичмењака и бескичмењака са факторима животне средине. Првих петнаест година података прикупљених из овог пројекта објављено је 1951. у Еколошким монографијама. Шелфорд је био биолог задужен за Illinois Natural History Survey у њиховим истраживачким лабораторијама од 1914. до 1929. године. Такође је био директор морске екологије на биолошкој станици Залив Пугет током наизменичних лета од 1914. до 1930. Неки од његових дела из овог доба објављени су 1935. године у Еколошким монографијама.

## Каснији живот и рад
Велики део Шелфордовог рада био је на копненој екологији, али је такође спроводио много водених истраживања. Неке од његових публикација у Екологији биле су студије са локација као што су водоточне заједнице (1929), заједнице дна у западном језеру Ерие (1942), анализа заједница тундре (1935) и поплавних подручја Мисисипија (1954). Објавио је рад 1939. године у часопису Bio-Ecology у сарадњи са Frederic E. Clements-ом који је покушао да интегрише животињске, биљне и водене екологије као део идеалне заједнице. Напустио је Универзитет у Илиноису 1946, али би исте године основао Синдикат еколога, организацију која је промовисала потребу за очувањем читавих еколошких заједница као део заштите природе. Унија је основана као одговор на одлуку ESA-е да је непримерено да научно друштво заузима политички став.  Синдикат еколога данас је познат под називом „Заштита природе“.
Шелфордов рад са Clements-ом помогао је да се развије идеја о биомима карактеришући их кроз флору и фауну. Његов следећи рад ће ово одвести даље. Представљајући његово последње велико дело, Екологија Северне Америке (1963) довео је Шелфорда широм Северне Америке у својим истраживањима. 1968. године добио је награду угледног еколога Америчког еколошког друштва за свој целоживотни допринос на пољу екологије.
Такође је председавао бројним одборима, укључујући Одбор за очување природних услова Еколошког друштва од 1917. до 1938. године, и Одбор Националног савета за истраживање травњака од 1932. до 1939. године. Поред тога, основао је Grassland Research Foundation 1939. године, којом је председавао 1958. године, и био је председник њиховог научног саветодавног одбора од 1959. до 1968. године  Преминуо је у Урбани, Илиноис.